# سيلين وايلد
سيلين وايلد (بالألمانية: Celine Wilde)‏ هي لاعب هوكي الحقل ألمانية، ولدت في 7 فبراير 1990 في هامبورغ في ألمانيا.

## وصلات خارجية
- سيلين وايلد على موقع الاتحاد الدولي للهوكي (الإنجليزية)
- سيلين وايلد على موقع اللجنة الأولمبية الدولية (الإنجليزية)
- سيلين وايلد على موقع أوليمبيديا (الإنجليزية)
- سيلين وايلد على موقع اللجنة الأولمبية الألمانية (الألمانية)